# Штремель, Мстислав Андреевич
Мстислав Андреевич Штремель (11 мая 1931 г., Москва — 18 ноября 2021 г., Москва) советский и российский учёный-металлург, специалист в области физики прочности. Доктор физико-математических наук, профессор кафедры металловедения и физики прочности Московского института стали и сплавов. Заслуженный деятель науки и техники РСФСР.

## Биография
Мстислав Андреевич Штремель родился 11 мая 1931 г. в г. Москве. До войны жили в г. Архангельске, во время Великой Отечественной войны эвакуирован в Сибирь, жил в интернате в деревне Астыровка Горьковского района Омской области. После войны семья вернулась в Архангельск. Окончил школу № 6 г. Архангельска в 1948 году с золотой медалью.
Трудовую деятельность начал в 1954 г. после окончания Московского инженерно-физического института в качестве инженера Новосибирского турбогенераторного завода. Спустя год становится начальником лаборатории металлов. Получив опыт в области практического металловедения на производстве, М. А. Штремель в 1957 г. поступил в аспирантуру кафедры металловедения и термической обработки Московского института стали, и с тех пор и до настоящего времени его деятельность связана с этим институтом и этой кафедрой. После защиты кандидатской диссертации в 1960 г. работал сначала в должности старшего инженера, затем старшего преподавателя и доцента кафедры. В декабре 1972 г. М. А. Штремель защищает докторскую диссертацию и становится профессором кафедры, а с мая 1973 г. по май 2000 г. — возглавляет её.
В настоящее время занимает должность ведущего эксперта кафедры металловедения и физики прочности НИТУ «МИСиС».

## Научная и педагогическая деятельность
Диапазон научных интересов М. А. Штремеля весьма широк — от фундаментальных теоретических исследований структуры и превращений в металлах до разработки новых сплавов и практических рекомендаций по их использованию и создания систем автоматического проектирования технологии термической обработки и интеллектуальных систем управления качеством. Результаты его исследований нашли отражение более чем в 180 публикациях в ведущих отечественных и зарубежных журналах, патентах и авторских свидетельствах.
Под непосредственным руководством М. А. Штремеля защищено 43 кандидатских диссертации, 6 кандидатов стали впоследствии докторами наук.
Придя к руководству кафедрой, которую до него возглавляли такие известные ученые, как проф. Н. А. Минкевич, академик Н. Т. Гудцов, проф. И. Н. Кидин, М. А. Штремель продолжил традицию развития металловедения «от химии к физике». Является создателем первых в стране учебных курсов «Прочность сплавов» — «Дефекты решетки» (1982 г., переиздан в 1999 г.), и «Деформация» (1997 г.). Книга «Инженер в лаборатории (организация труда)» (1983 г.) до сих пор активно используется не только аспирантами, но и работающими инженерами-исследователями. В 2014—2015 гг. была издана итоговая монография М. А. Штремеля — двухтомный капитальный труд «Разрушение»: книга первая «Разрушение материала» и книга вторая «Разрушение структур».
Член Диссертационного совета Д 212.132.08 в МИСиС. Член редакционных коллегий журналов «Деформация и разрушение материалов», «Физика металлов и металловедение», The Physics of Metals and Metallography. Член оргкомитета Евразийской конференции «Прочность неоднородных структур».

## Признание
Заслуженный деятель науки и техники РФ. Награждён орденом Трудового Красного Знамени, российским «Орденом Почета», медалями.